# Carolus Souliaert
Carolus Souliaert, Swillaert, Swillart ou Swilliart, compositeur de l'école franco-flamande de la Renaissance, actif dans la première moitié du XVIe siècle et mort en 1540. 

## Œuvres
Quelques chansons néerlandaises de Souliaert ou Swillaert ont été publiées par l'imprimeur et éditeur de musique anversois Tielman Susato. 
Une mise en musique par un Carolus Swillart ou Swilliaert (l'orthographe du nom diffère dans les quatre voix) de la chanson Myn liefkens bruyn ooghen (Les Yeux bruns de mon amour) est insérée dans  Het Ierste musyck Boexken de 1551. 
Het tweeste musyck boexken, publié la même année, contient cinq chansons de Carolus Souliaert : 
Een costerken op syn (Un sacristain sur son [...]) ;
Het soude een knecktken (Si un valet...) ;
Ick ghinck gisteravent (J'allai hier soir) ;
Ick truere/Druck en verdriet (Je suis affligé/Malheur et tristesse) ;
Wilt doch met (mit) maten drincken (Veuillez boire modérément).
En outre, De Souliaert, Susato publia un motet dans sa collection Liber Secundus ecclesiasticarum de 1553.  Quelques œuvres sacrées sont conservées en manuscrit. 

## Ressources

### Sources
- (nl) BONDA, Jan Willem.  De meerstemmige Nederlandse liederen van de vijftiende en zestiende eeuw, Hilversum, Verloren, 1996  (ISBN 90-6550-545-8).
- (nl) SCHREURS, Eugeen [introduction de l'édition en fac-similé].  Het Ierste Musijck Boexken de Tielman Susato, Peer, 1987.
- (nl) SCHREURS, Eugeen [introduction de l'édition en fac-similé].  Het Tweetste Musyck Boexken de Tielman Susato, Peer, 1987.